# Soroban-bōzu
Soroban-bōzu (算盤坊主?), también conocido como Soroban-kozō (算盤小僧?), es una variedad de yōkai perteneciente al folclore japonés, originario en concreto de la prefectura de Kioto. Soroban significa "ábaco", mientras que bōzu significa "monje", por lo que literalmente el nombre de la criatura podría traducirse como «el monje del ábaco». Se le describe como un niño de cabeza rapada con un ábaco, que aparece por las noches debajo de los árboles de templos y santuarios. Se cree que es el espíritu de un monje budista que se suicidó tras ser regañado por un superior, luego de cometer un error en sus calculaciones con el ábaco.